# 秋田市
39°43′12.1″N 140°6′9.3″E / 39.720028°N 140.102583°E
秋田市（日语：／ Akita shi */?）是位於日本東北地方西北部、秋田縣中部的城市。1889年設市，並在1997年和郡山市同時成為東北首批中核市。秋田市是秋田縣的縣廳所在地，並且也是秋田縣的經濟、交通中心及人口最多的城市。因當地盛產大米，因此也是著名的日本酒產地。而每年8月3日至6日舉辦的竿燈，是當地200多年來在七夕時舉辦的傳統節慶活動，也是日本的重要無形民俗文化財。1997年秋田新幹線的開通使得秋田市的陸路交通更加便利，乘坐小町號列車最快只需約三個半小時就可從東京抵達秋田市。中心市區則位於雄物川下游的沖積低地。
秋田在江戶時代是久保田藩的城下町，沿海地區的土崎港則是北前船的停靠地，現在是東北地方僅次於仙台市的人口第二多城市和日本海沿岸人口最多的城市。轄區內的秋田港地區設有秋田火力發電所，是秋田市主要的工業地區。而八橋和寺內地區擁有日本最大的油田八橋油田。

## 歷史

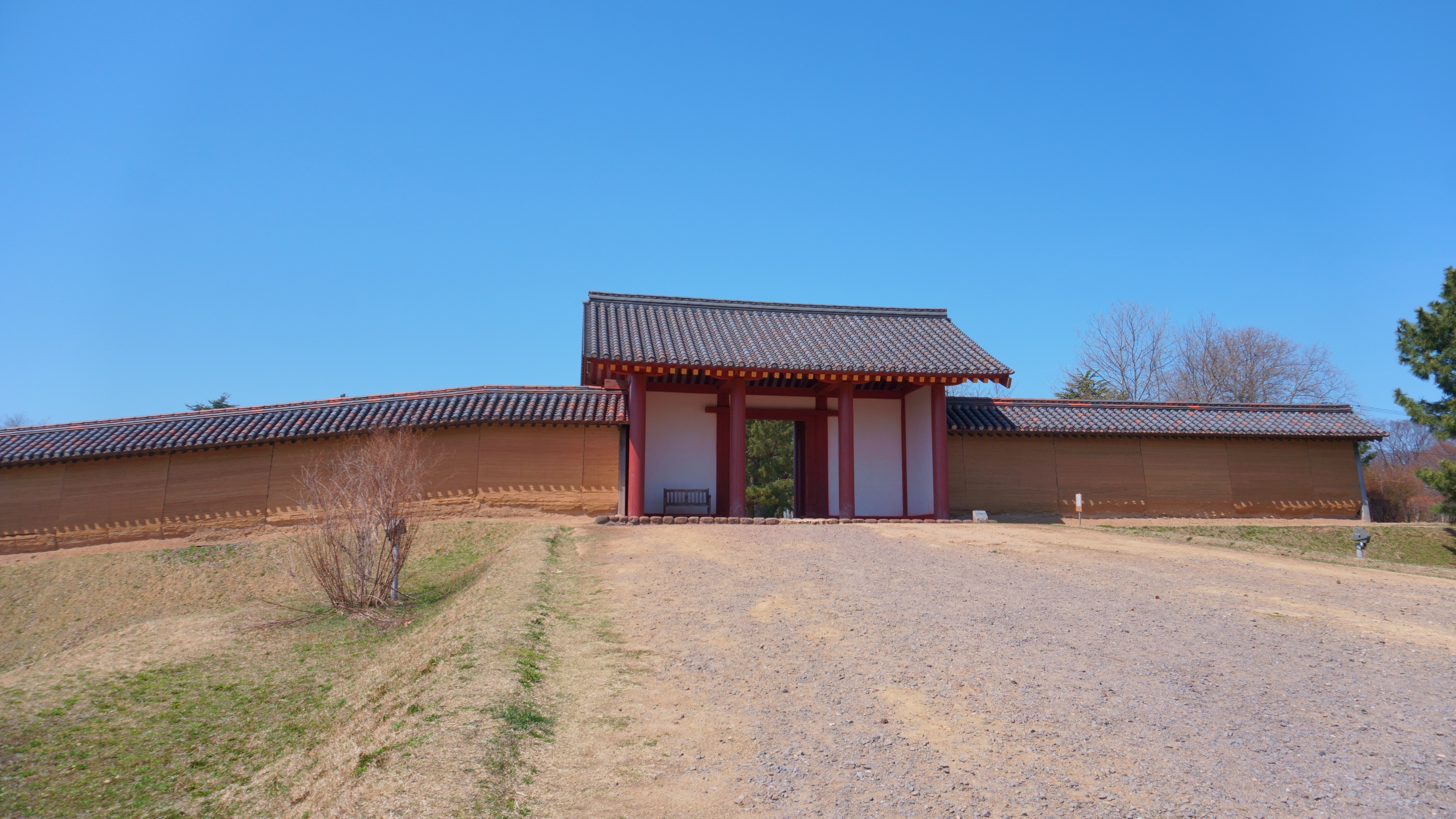
秋田城復原外郭東門和築地塀

秋田市歷史悠久，市內的地藏田遺跡是一座歷史自舊石器時代至彌生時代的複合遺跡。在《日本書紀》中，記載阿倍比羅夫在北征過程中曾途徑飽田（在日語中和秋田發音）。奈良時代時，中央政權在733年時將出羽柵從山形縣搬遷至秋田縣秋田市，並建立秋田城。秋田城是奈良時代至平安時代出羽國的政治、軍事、文化中心，不僅是日本最北端的律令國家官廳，也是和渤海國的貿易據點之一。878年（元慶2年），秋田當地的蝦夷發起叛亂，襲擊秋田城，史稱元慶之亂。然而10世紀後期秋田城已荒廢。在鎌倉時代時，橘公業曾是秋田郡的統治者。進入室町時代後，安東氏（之後的秋田氏）以出羽湊（現土崎港）為據點，成為秋田郡的統治者。

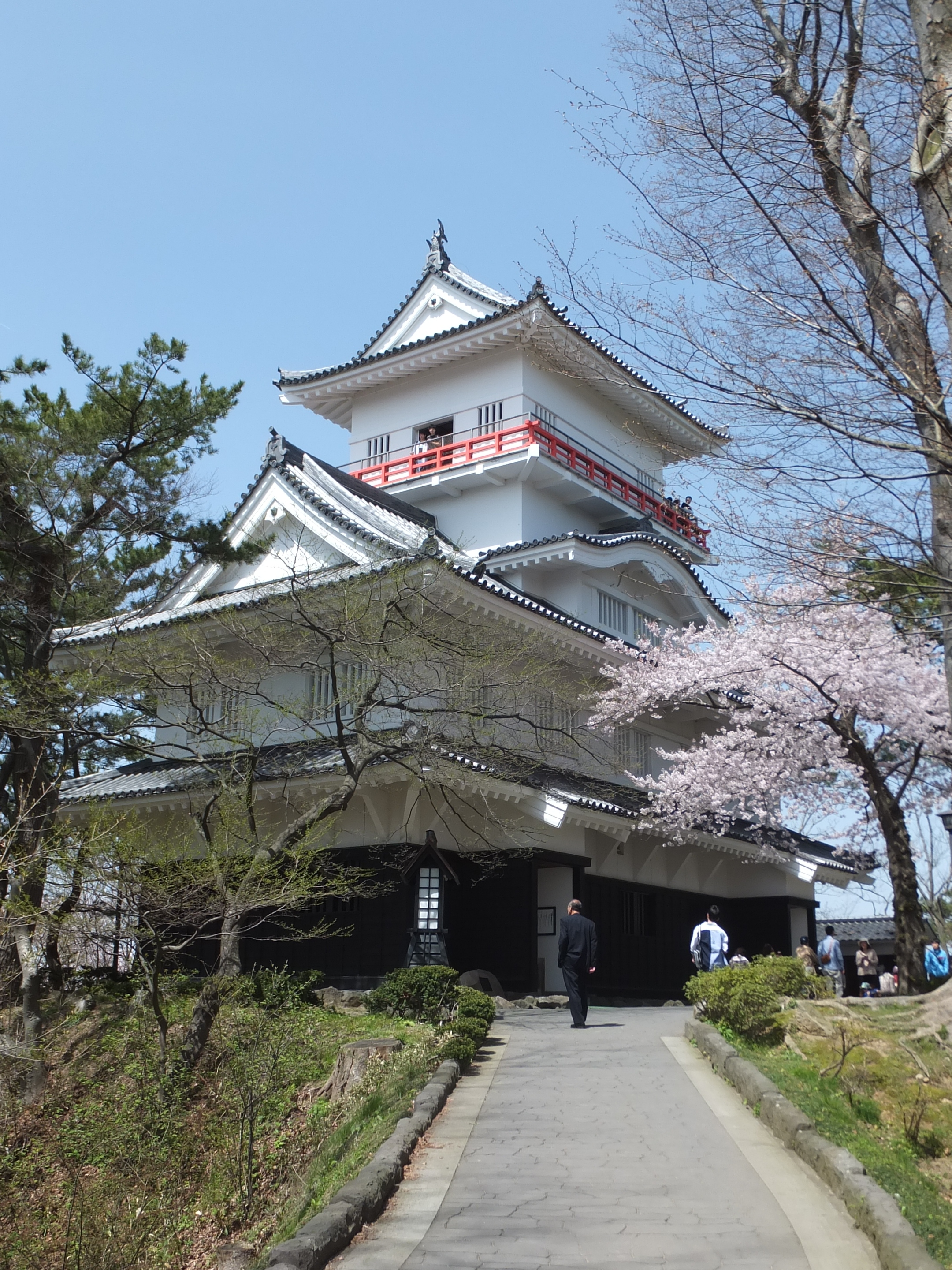
久保田城御隅櫓

關原之戰後，佐竹義宣被轉封至出羽國，成為久保田藩的藩主。佐竹義宣最初以秋田氏的居城湊城為本據地，但因湊城面積狹小而於1603年（慶長8年）開始在神明山（現千秋公園）修築久保田城及城下町，使秋田城逐漸成為久保田藩的城下町。久保田城直到1631年（寬永8年）才得以竣工。該城幾乎沒有石垣，大部分由護城河和土壘所環繞，以及未規劃興建天守閣。由於佐竹氏重視文化教育，江戶時代的秋田是一座文化氣氛頗為濃郁的城下町，不僅誕生了融匯和洋繪畫技巧的秋田蘭畫，還擁有藩校明德館。秋田郊區土崎湊在江戶時代是北前船重要的貿易據點之一，久保田藩生產的秋田杉、米等特產品通過北前船出口到日本各地，是久保田藩財政重要來源之一。
1871年廢藩置縣後，秋田成為新設立的秋田縣縣廳所在地。1889年，日本實施市制，秋田正式設市，成為日本首批「市」之一。設市當時的秋田市面積6.87平方公里，戶數6,598戶，人口29,279人:83。久保田城也在1890年改為千秋公園，從政治中心變為市民休閒的公園:83。秋田市區和土崎港之間的馬車鐵路在1889年開業。1902年，奧羽北線通車，秋田站同時開業。1905年奧羽本線全線通車後，自東京站至秋田站需時約22小時。20世紀初期，秋田市在1901年導入電燈、1907年導入電話，並在1907年成為日本第11個啟用上水道的城市。1898年，陸軍第二師團步兵第17連隊和步兵第16旅團司令部進駐秋田市，使得秋田市在二戰之前亦是一座軍事城市:83。

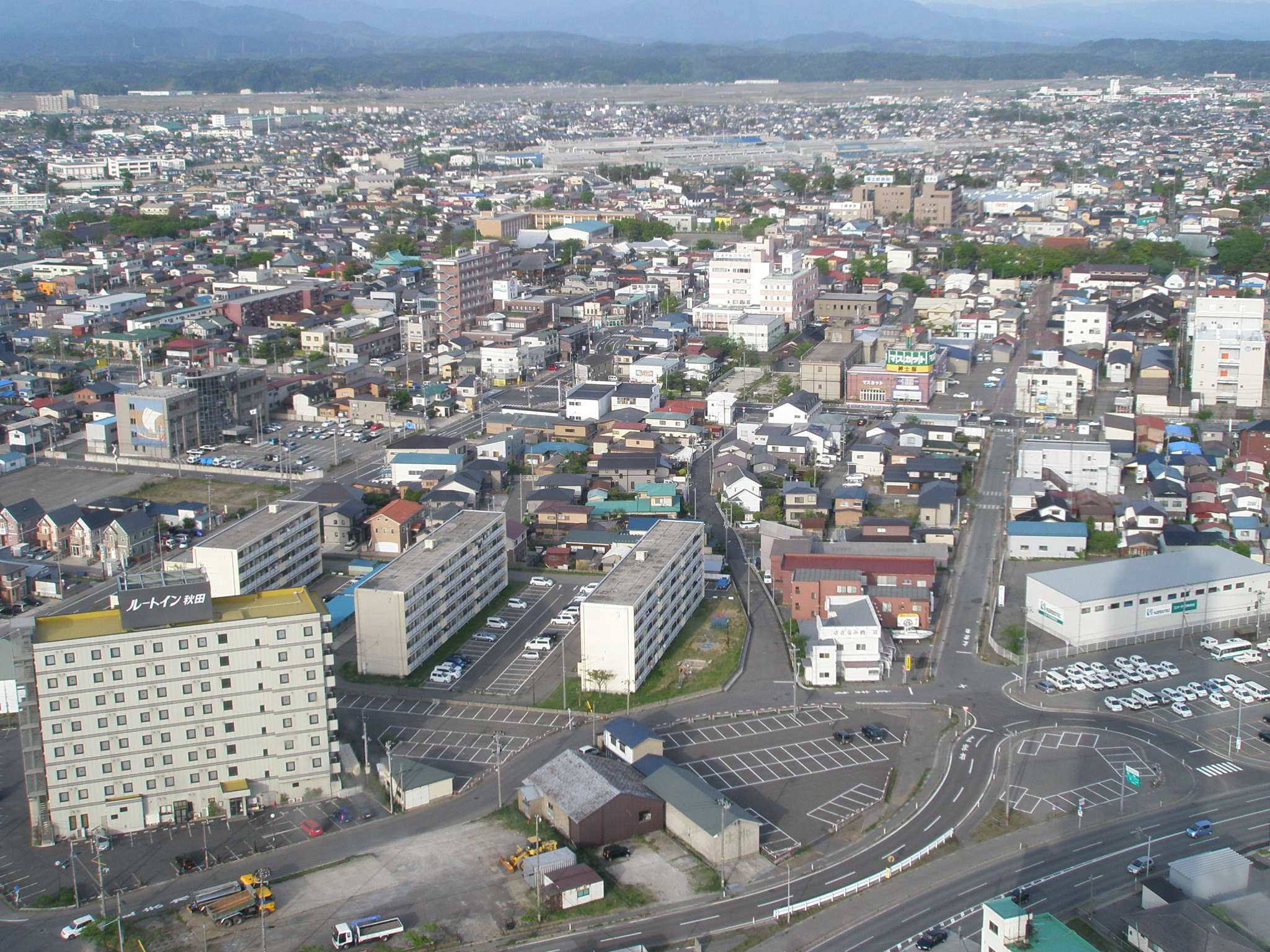
自秋田港塔望秋田市區

戰前時期，秋田市主要的大型公共工程是雄物川改道和土崎港擴建。雄物川改道的目的是為了使秋田市免受洪水困擾，工程自1917年開工，直到1938年才竣工:87。土崎港擴建則是自雄物川改修工程竣工後的1938年開始，竣工之後大型船舶亦得以在土崎港停靠:87。秋田市的交通在1930年代也有大幅改善，在1931年開通了路面電車，並在1934年開通了雄物川上首座永久橋樑秋田大橋。秋田市的礦業也在戰前得到發展。1914年，日本石油的秋田縣黑川油田5号井發生大噴油。1935年，日本礦業雄物川油田上總掘4号井發生大噴油，是八橋油田之始。1945年8月14日，秋田市的土崎港地區遭到美軍的大規模空襲，日石製油所在空襲中全毀，並有約250人在空襲中遇難。這場空襲是秋田縣在第二次世界大戰中唯一的大規模空襲，亦是二戰最後的空襲之一。
在二戰後「昭和大合併」的過程中，秋田市也在1954年和附近的12村進行了大規模市町村合併，市轄區面積因此擴大了3.5倍且人口超過18萬，成為東北地方僅次於仙台市的第二大城市。1960年代，秋田灣地區被指定為新產業都市，促進了秋田市工業的發展。1980年代，在博覽會盛行的風潮中，秋田市也在1986年舉辦了秋田博'86，並在1989年為紀念設市100週年而復原了久保田城御隅櫓。1997年，秋田市成為中核市，同年還開通了秋田新幹線和秋田自動車道。近年由於高齡化、少子化的進展，人口減少已經成為秋田市嚴峻的課題之一。

## 地理
秋田市位於秋田縣中部，市轄區範圍西起日本海沿岸，東至山區，面積906.07平方公里。秋田市和上小阿仁村的界山太平山是秋田市的象徵之一。秋田市最高峰，海拔1179.1米的白子森也是太平山地的山峰。秋田市中心地區的東端是秋田站，西端則是寺院密集的寺町。旭川以南北走向流經秋田市中心，該河川西側是舊外町，東側則是舊內町:289。1959年秋田縣廳自舊內町搬遷到山王地區之後，秋田市行政機構集中地區也隨之外移到城下町的外側。1964年，秋田市政府搬遷到山王地區，使得山王地區成為秋田市的行政中心:88。而1975年中央批發市場外旭川地區的開業、1989年御所野新城街的開業則象徵秋田市中心地區的都市機能進一步分散並使市區擴大。然而多核化的市區亦帶來市中心地區空洞化的問題:289。秋田市的郊外地區則仍多是農田，並設有秋田縣立大學等高等教育機構和秋田縣立博物館、縣立棒球場、小泉潟公園等文化、休閒設施:290。

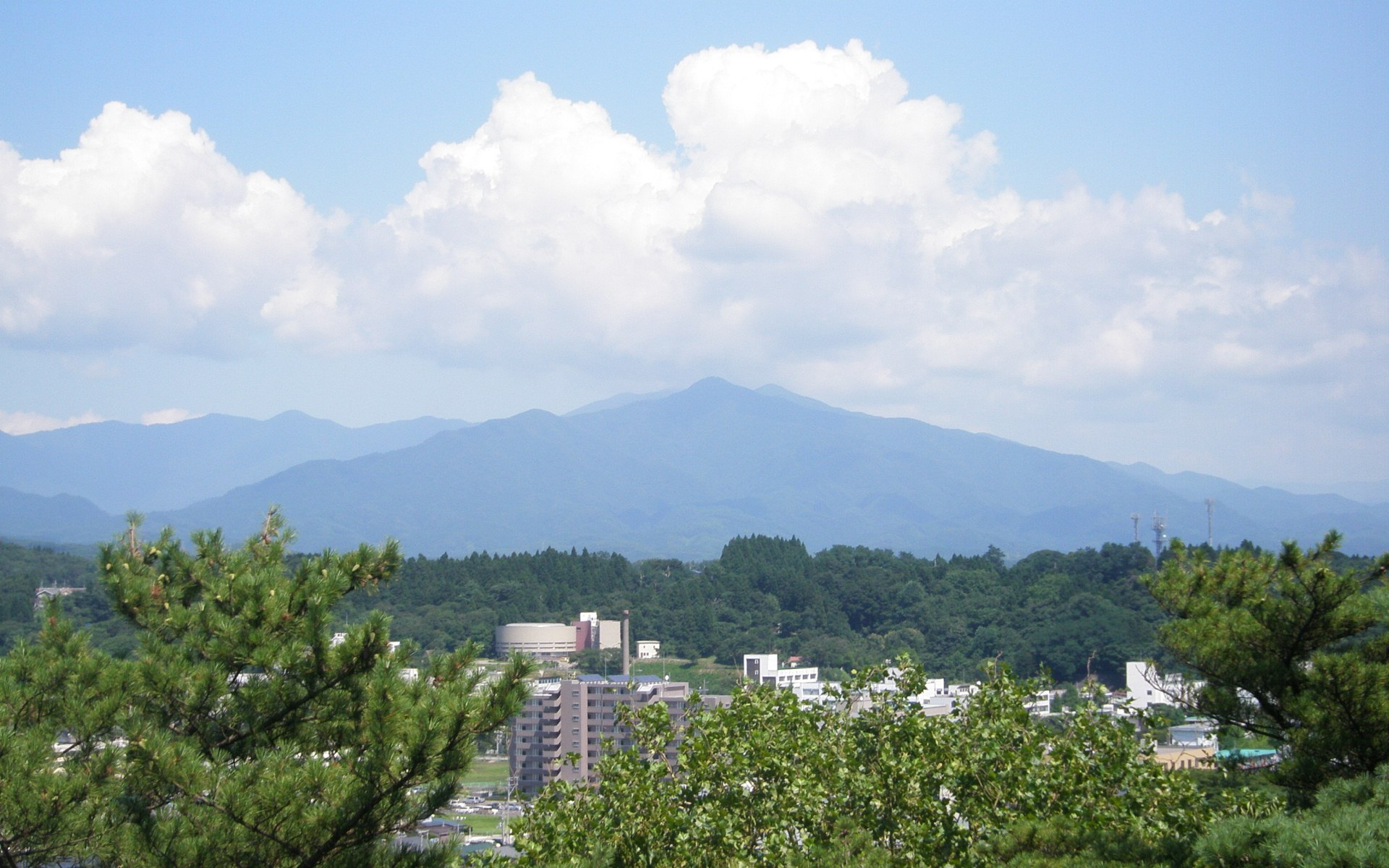
太平山

20世紀前期，秋田市對雄物川進行改道工程，以杜絕水患。秋田市在新屋町三七渡至新屋濱挖掘新的雄物川入海水路，將舊流路改為秋田運河。秋田市還將挖掘水路獲得土砂用來填海，以獲得工業用地。且雄物川改道之後使得土砂流入量減少，亦利於疏浚土崎港:87。

### 氣候
秋田市屬於日本海側氣候，但冬季降水量較少，降水量最多月份是7月，最少月份是2月，是北日本較為溫暖的地區。該市冬季受西北季風影響，多強風及陰天，年均最深積雪有38厘米，在東北地方的日本海沿岸地區屬於較少的地區。1974年，秋田市曾創下114厘米的最深積雪紀錄:286。秋田市全年平均氣溫約有12℃，全年最低氣溫很少低於-10℃，最高氣溫則有時會超過35℃。
| 秋田地方氣象台（1981年 - 2010年平均） | 秋田地方氣象台（1981年 - 2010年平均） | 秋田地方氣象台（1981年 - 2010年平均） | 秋田地方氣象台（1981年 - 2010年平均） | 秋田地方氣象台（1981年 - 2010年平均） | 秋田地方氣象台（1981年 - 2010年平均） | 秋田地方氣象台（1981年 - 2010年平均） | 秋田地方氣象台（1981年 - 2010年平均） | 秋田地方氣象台（1981年 - 2010年平均） | 秋田地方氣象台（1981年 - 2010年平均） | 秋田地方氣象台（1981年 - 2010年平均） | 秋田地方氣象台（1981年 - 2010年平均） | 秋田地方氣象台（1981年 - 2010年平均） | 秋田地方氣象台（1981年 - 2010年平均） |
| 月份                                  | 1月                                   | 2月                                   | 3月                                   | 4月                                   | 5月                                   | 6月                                   | 7月                                   | 8月                                   | 9月                                   | 10月                                  | 11月                                  | 12月                                  | 全年                                  |
| ------------------------------------- | ------------------------------------- | ------------------------------------- | ------------------------------------- | ------------------------------------- | ------------------------------------- | ------------------------------------- | ------------------------------------- | ------------------------------------- | ------------------------------------- | ------------------------------------- | ------------------------------------- | ------------------------------------- | ------------------------------------- |
| 历史最高温 °C（°F）                   | 13.7 (56.7)                           | 19.8 (67.6)                           | 21.0 (69.8)                           | 28.2 (82.8)                           | 31.8 (89.2)                           | 33.8 (92.8)                           | 37.9 (100.2)                          | 38.5 (101.3)                          | 36.1 (97.0)                           | 30.1 (86.2)                           | 23.3 (73.9)                           | 21.4 (70.5)                           | 38.5 (101.3)                          |
| 平均高温 °C（°F）                     | 2.8 (37.0)                            | 3.5 (38.3)                            | 7.4 (45.3)                            | 14.0 (57.2)                           | 19.0 (66.2)                           | 23.2 (73.8)                           | 26.5 (79.7)                           | 29.0 (84.2)                           | 24.7 (76.5)                           | 18.6 (65.5)                           | 11.9 (53.4)                           | 5.9 (42.6)                            | 15.2 (59.4)                           |
| 日均气温 °C（°F）                     | 0.1 (32.2)                            | 0.5 (32.9)                            | 3.6 (38.5)                            | 9.6 (49.3)                            | 14.6 (58.3)                           | 19.2 (66.6)                           | 22.9 (73.2)                           | 24.9 (76.8)                           | 20.4 (68.7)                           | 14.0 (57.2)                           | 7.9 (46.2)                            | 2.9 (37.2)                            | 11.7 (53.1)                           |
| 平均低温 °C（°F）                     | −2.5 (27.5)                           | −2.3 (27.9)                           | −0.1 (31.8)                           | 5.1 (41.2)                            | 10.5 (50.9)                           | 15.5 (59.9)                           | 19.8 (67.6)                           | 21.3 (70.3)                           | 16.5 (61.7)                           | 9.8 (49.6)                            | 4.1 (39.4)                            | 0.0 (32.0)                            | 8.2 (46.8)                            |
| 历史最低温 °C（°F）                   | −19.8 (−3.6)                          | −24.6 (−12.3)                         | −19.5 (−3.1)                          | −7.2 (19.0)                           | −1.4 (29.5)                           | 4.1 (39.4)                            | 8.9 (48.0)                            | 9.0 (48.2)                            | 3.1 (37.6)                            | −1.4 (29.5)                           | −5.4 (22.3)                           | −18.7 (−1.7)                          | −24.6 (−12.3)                         |
| 平均降水量 mm（）                     | 119.2 (4.69)                          | 89.1 (3.51)                           | 96.5 (3.80)                           | 112.8 (4.44)                          | 122.8 (4.83)                          | 117.7 (4.63)                          | 188.2 (7.41)                          | 176.9 (6.96)                          | 160.3 (6.31)                          | 157.2 (6.19)                          | 185.8 (7.31)                          | 160.1 (6.30)                          | 1,686.2 (66.39)                       |
| 平均降雪量 cm（）                     | 138 (54)                              | 108 (43)                              | 43 (17)                               | 1 (0.4)                               | 0 (0)                                 | 0 (0)                                 | 0 (0)                                 | 0 (0)                                 | 0 (0)                                 | 0 (0)                                 | 11 (4.3)                              | 74 (29)                               | 377 (148)                             |
| 平均降水天数（≥ 0.5 mm）              | 24.0                                  | 20.0                                  | 17.5                                  | 13.2                                  | 12.5                                  | 11.2                                  | 13.6                                  | 11.0                                  | 13.6                                  | 15.6                                  | 19.8                                  | 23.6                                  | 195.6                                 |
| 平均降雪天数                          | 27.8                                  | 23.6                                  | 17.0                                  | 2.2                                   | 0                                     | 0                                     | 0                                     | 0                                     | 0                                     | 0.1                                   | 7.0                                   | 21.1                                  | 98.8                                  |
| 平均相對濕度（％）                    | 73                                    | 71                                    | 67                                    | 67                                    | 72                                    | 75                                    | 79                                    | 76                                    | 75                                    | 72                                    | 72                                    | 73                                    | 73                                    |
| 月均日照時數                          | 39.9                                  | 62.5                                  | 124.7                                 | 170.4                                 | 182.0                                 | 176.2                                 | 150.3                                 | 193.0                                 | 153.8                                 | 145.4                                 | 82.7                                  | 45.1                                  | 1,597.4                               |
| 来源1：                               |                                       |                                       |                                       |                                       |                                       |                                       |                                       |                                       |                                       |                                       |                                       |                                       |                                       |
| 来源2：                               |                                       |                                       |                                       |                                       |                                       |                                       |                                       |                                       |                                       |                                       |                                       |                                       |                                       |

## 人口
1912年時，秋田市有人口35,536人。此後秋田市人口長期穩定增加，在二戰結束的1945年時已突破10萬人達105,348人。1961年，秋田市人口突破20萬大關，並在1988年又突破30萬大關。此後由於人口高齡化、少子化問題，秋田市人口增長趨緩。2003年，秋田市人口已開始減少。此後秋田市雖因市町村合併而在2005年達到人口33萬人，但人口數之後仍持續減少。2020年1月1日，秋田市有人口305,625人。秋田市自2002年開始一直是人口流出地區，且人口的自然增長率自2005年開始也是負數。秋田市主要的人口流入來源是秋田縣內秋田地區，主要人口流出目的地是東京。2018年，秋田市的總和生育率有1.31，低於秋田縣平均值（1.33）和日本平均值（1.42）。

## 政治
秋田市在日本眾議院選舉中屬於秋田縣第1區。秋田1區原本是民主黨較強的選舉區，寺田學自2003年眾議院選舉開始曾連續三次當選。但由於民主黨支持率長期低迷，自2012年眾議院選舉開始，自民黨的冨樫博之已連續四次當選該選區議員
。
秋田市現任市長是沼谷純，他在2025年4月的選舉中首次當選；而此次選舉也是當地時隔54年再度有新的市長候選人擊敗尋求連任的現任市長。秋田市議會共有36名議員，其中秋水會與自民黨等派會皆有8名議員。而秋田縣議會中，秋田市共有12名議員。2014年度，秋田市財政收入1,276.76億日元，支出1,250.8億日元，財政力指數有0.63。

## 經濟

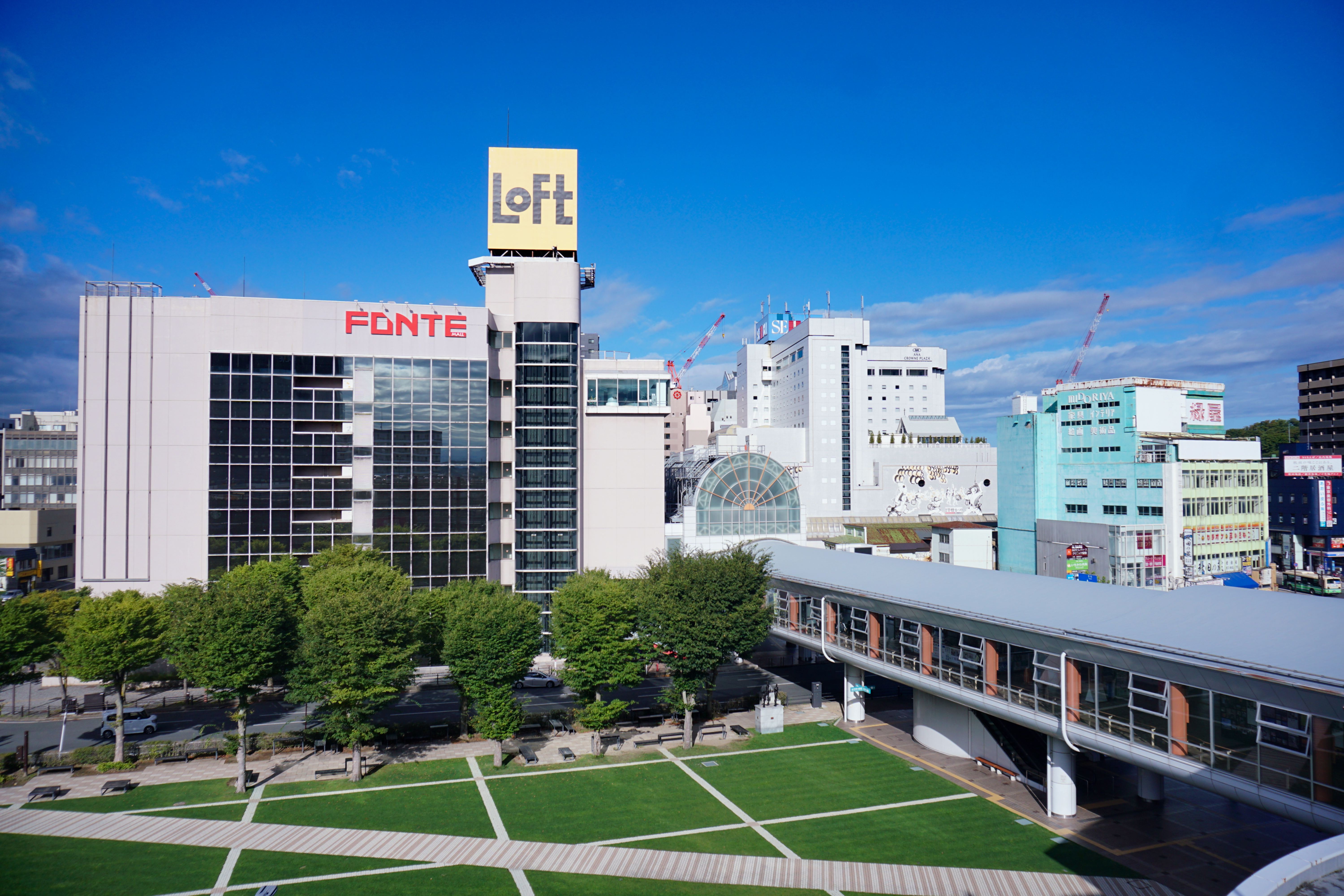
秋田站前的商業區

2016年度，秋田市市內生產總值有12,463.21億日元，佔秋田縣總量約36%。人均收入為299.8萬日元，略低於日本平均值，但高於秋田縣的人均收入。秋田的市內生產總值中，第一產業佔0.5%，第二產業佔13.8%，第三產業佔85.7%。
秋田市的耕地面積有9,170公頃，農業就業人口有3,928人。農業生產額有76.3億日元，其中大米佔了七成比例。該市自江戶時代開始就生產銀線細工、生駒塗、秋田燒等特色工藝品。現在秋田市的製造業企業數、從業者數、生產額均是秋田縣內第一名。
2018年度，秋田市的工業品生產額有約2,914.64億日元，其中以造紙業比例最高，其次是食品業。秋田市內的八橋油田是日本少數現在仍在生產的油田，也是日本最大的油田。
總部位於秋田市的金融機構有秋田銀行、北都銀行。2012年度，秋田市的商品銷售額達10,483.52億日元。秋田縣三分之二的批發銷售額、三分之一的零售銷售額都集中在秋田市。由於秋田市呈現多核心格局，導致秋田市中心地區出現嚴重的空洞化現象，商店街店鋪閒置及大型購物設施關閉的情況嚴重，成為秋田縣市政的重要問題之一。近年秋田市積極發展觀光業，提出了「觀光秋田維新」戰略。秋田市的主要觀光景點有千秋公園、秋田市立紅磚鄉土館、秋田縣立博物館等地。

## 文化教育

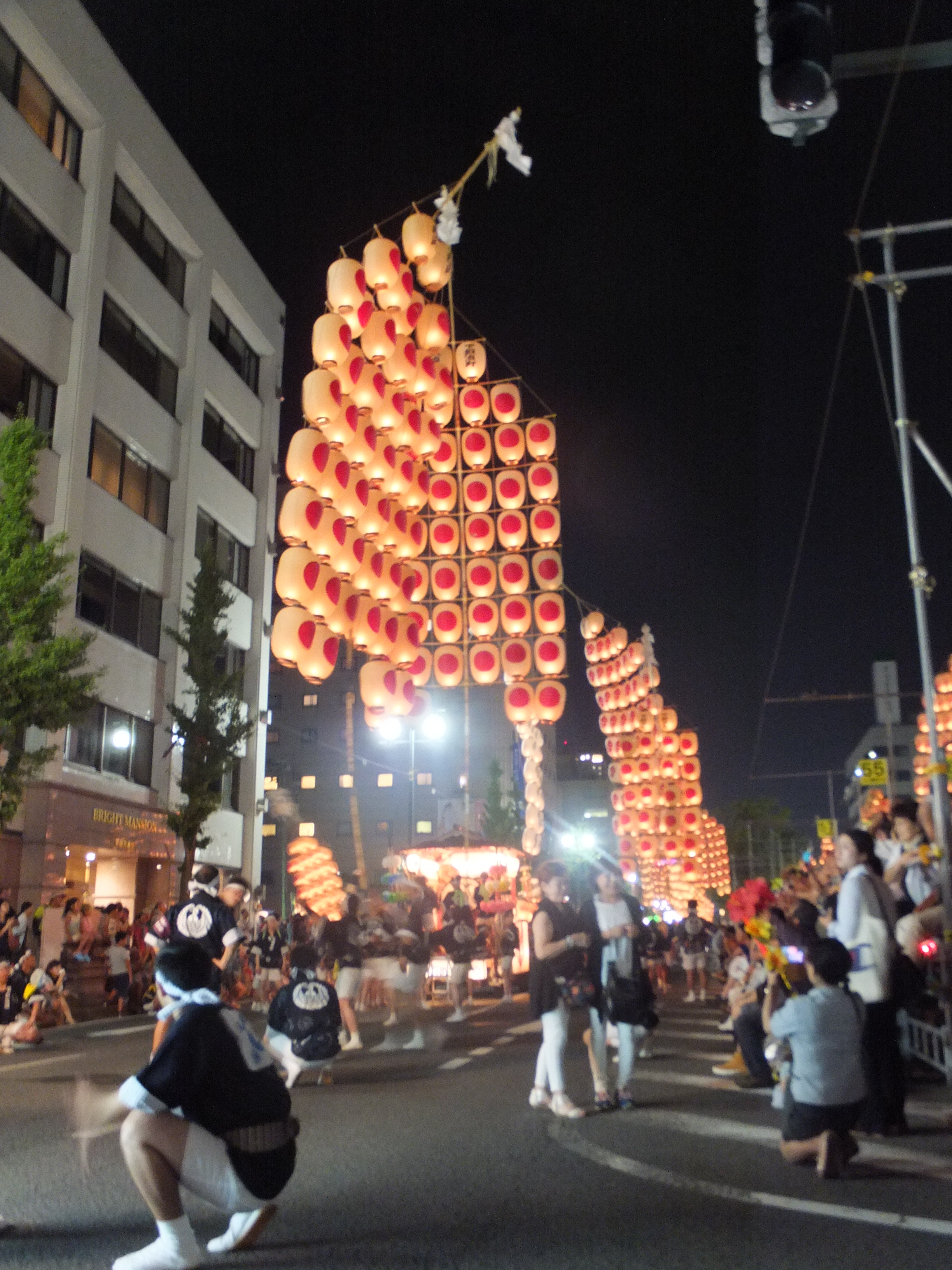
秋田竿燈

秋田市的方言是秋田方言，屬於東北方言的南奧羽方言，在重音發音上屬於東京式重音:15-21。秋田市著名的鄉土料理有切蒲英鍋等。每年8月3日至6日舉辦的竿燈是最能代表秋田市夏季的節慶活動，和青森睡魔祭、仙台七夕並列為「東北三大祭」。土崎神明社在每年7月20日至21日舉辦的土崎神明社祭不僅是日本的重要無形民俗文化財，也被聯合國教科文組織列入世界非物質文化遺產。
總部位於秋田市的秋田魁新報創刊於1874年，是東北地方歷史最久的報紙。現在秋田魁新報日發行量約23萬份，佔秋田縣內報業市場的約54%。秋田市內的電視台有NHK秋田放送局、NNN系列的秋田放送、FNN的秋田電視台、ANN的秋田朝日放送。以秋田市為主場的職業體育俱樂部有參加日本職業足球乙級聯賽的秋田藍閃電和參加B聯賽的秋田北部喜悅。秋田市是2001年世界運動會的主辦城市。
秋田大學設於1949年，是秋田縣唯一的國立大學，設有教育文化學院、醫學院、國際資源學院、理工學院四個學院。秋田市還有秋田縣立大學、國際教養大學、秋田公立美術大學三所公立大學，北亞大學、日本紅十字秋田看護大學兩所私立大學。

## 交通

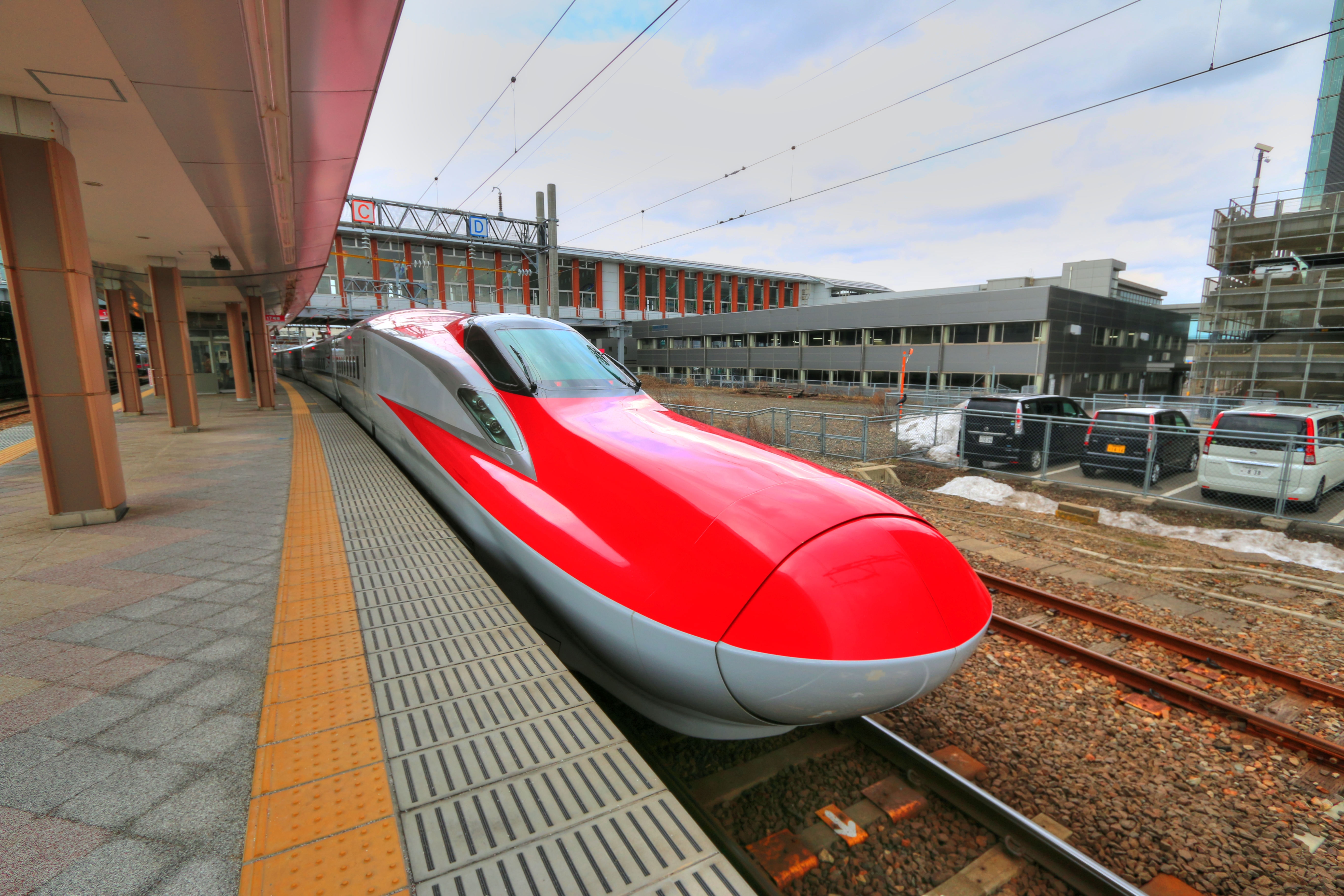
秋田站的E6系秋田新幹線列車

秋田市內的鐵路主要由東日本旅客鐵道（JR東日本）營運，市內有連接盛岡站和秋田站的秋田新幹線、連接福島站和青森站的奧羽本線、連接秋田市和男鹿半島的男鹿線、連接新潟縣新津站和秋田站的羽越本線四條JR路線。2017年，秋田新幹線迎來開業20週年。2015年度，秋田站的日均乘客數有1.09萬人次。秋田臨海鐵道亦在秋田港地區經營貨運鐵路。
秋田市內有秋田自動車道和日本海東北自動車道兩條高速公路。秋田中央交通不僅經營秋田市內的巴士路線，亦經營秋田市前往東京、仙台、能代、湯澤的高速巴士。秋田港是日本的重要港灣，以工業港功能為主，可停靠4萬噸級的船舶。秋田港亦運行有前往苫小牧港的客運航線。秋田機場開業於1981年，現有前往羽田、札幌、伊丹、名古屋的國內定期航線，年乘客數約120萬人次。

## 友好、姊妹城市
秋田市和以下日本城市是連攜交流城市：
| 城市       | 縣     | 締結日期      |
| ---------- | ------ | ------------- |
| 常陸太田市 | 茨城縣 | 1977年7月12日 |
| 大子町     | 茨城縣 | 1982年7月15日 |
| 仙北市     | 秋田縣 | 2007年8月4日  |

秋田市和以下外國城市是友好、姊妹城市：
| 國家           | 城市                           | 締結日期       |
| -------------- | ------------------------------ | -------------- |
| 中华人民共和国 | 蘭州市（甘肅省）               | 1982年8月5日   |
| 德国           | 帕紹（巴伐利亞州）             | 1984年4月8日   |
| 俄羅斯         | 符拉迪沃斯托克（濱海邊疆區）   | 1992年6月29日  |
| 美国           | 基奈半島自治市鎮（阿拉斯加州） | 1992年1月22日  |
| 美国           | 聖克勞德（明尼蘇達州）         | 2006年6月28日  |
| 中华人民共和国 | 南宁市（广西壮族自治区）       | 2021年11月22日 |

## 外部連結
- （日語） 秋田市 （页面存档备份，存于）